# Chibiusa Tsukino
Chibiusa Tsukino (jap. 月野 ちびうさ Tsukino Chibiusa) – fikcyjna postać z serii mang i anime Sailor Moon autorstwa Naoko Takeuchi, jest jedną z głównych i najmłodszych postaci w serii. Kiedy pojawia się po raz pierwszy, jest małym dzieckiem przybyłym z XXX wieku, odwiedza przeszłość, aby szukać pomocy u wojowniczek Senshi. Potrafi zmieniać się w Małą Czarodziejkę z Księżyca (jap. セーラーちびムーン Sērā Chibi Mūn; Sailor Chibi Moon).
Pełnym i formalnym imieniem Chibiusy jest Usagi Small Lady Serenity (jap. うさぎ SL セレニティ Usagi SL Sereniti), ale w XX wieku nazywana jest Chibiusa Tsukino. Imię to zostało jej nadane przez Mamoru Chibę w mandze, natomiast w anime przez Usagi w celu odróżnienia jej od starszej Usagi Tsukino, Sailor Moon. Pseudonim jest połączeniem słów chibi (czyli mała osoba lub małe dziecko) i jej imienia, Usagi. W swoim czasie zawsze nazywana jest Małą Damą.

## Opis postaci
| Pierwsze wystąpienie      |        |             |
| Forma                     | Manga  | Anime       |
| Chibiusa Tsukino          | Akt 13 | Odcinek 60  |
| Small Lady                | Akt 9  | Odcinek 88  |
| Wicked Lady               | Akt 20 | Odcinek 85  |
| Sailor Chibi Moon         | Akt 23 | Odcinek 103 |
| Super Sailor Chibi Moon   | Akt 33 | Odcinek 128 |
| Eternal Sailor Chibi Moon | Akt 42 | —           |
| Księżniczka Lady Serenity | Akt 42 | —           |

Chibiusa jest przyszłą córką Usagi Tsukino i Mamoru Chiby. Jej prawdziwe nazwisko jest takie samo jak jej matki, ale nazywaną ją Chibiusa, aby je odróżnić. Jest znana ze swoich różowych włosów upiętych w stylu, który przypomina królicze uszy.
W 20 akcie mangi, jest wspomniane, że ma 900 lat, a jej młodzieńczy wygląd przypisany jest faktowi, że nagle przestała rosnąć w wieku pięciu lat. Powód tego nie jest w pełni zrozumiany, ale gdy staje się Sailor Chibi Moon z czasem zaczyna dorastać. Jej dokładny wiek nie został ujawniony w anime. Świeczki na urodzinowym torcie w jednym z jej wspomnień wskazują, że ma pięć lat, gdy jest przedstawiona po raz pierwszy, a gdy wraca później wydaje się być również w wieku 5 lub 6 lat. Wystawienie na Srebrny Kryształ daje wszystkim mieszkańcom Kryształowego Tokio nieśmiertelność.
Uczucia Chibiusy są sprzeczne, bo nie od razu zidentyfikowała Usagi i Mamoru jako swoich rodziców, choć zdaje sobie sprawę z tego faktu. Powodem jest to, że Chibiusa widzi bardzo ostry kontrast między ich osobowościami z teraźniejszości i przyszłości. Zachowuje się inaczej względem Usagi i Mamoru, niż wobec Króla Endymiona i Nowej Królowej Serenity.
Chibiusa jest zazwyczaj bardzo optymistyczną, ekstrawertyczną i towarzyską osobą. Choć początkowo trudno jej było się przystosować, szybko stała się popularna wśród kolegów z klasy. Jej początkowej nieśmiałości można przypisać fakt, że dokuczano jej w XXX, że nie miała żadnych mocy Senshi. W mandze stopniowo dojrzewa, staje się bardziej komfortowa z sobą i pewna swoich umiejętności jako czarodziejka. Ponieważ jej marzeniem w mandze jest, aby stać się piękną kobietą, jej działania często oparte są na tym postanowieniu – stara się być perfekcjonistką. Jej najbliższymi przyjaciółmi w XX wieku są: Momoko Momohara i Kyūsuke Sarashina.
W anime jest bardziej krytykująca i nie dorasta tak szybko jak w mandze. Często narzeka na Usagi za bycie roztrzepaną. Jednakże istnieje wiele przypadków, kiedy Usagi i Chibiusa okazują sobie wzajemnie miłość i troskę o siebie nawzajem. Niemniej, obie często się kłócą i często zachowują się bardziej jak siostry, niż matka i córka.
W czwartej odsłonie anime to właśnie w jej marzeniach ukrył się Pegaz, co czyni ją jedną z centralnych postaci serii. W porównaniu z poprzednimi seriami, jest tam ukazana jako dojrzalsza dziewczyna. Jednym z wątków jest także jej relacja z Pegazem (który w ludzkiej postaci ma na imię Elios), którym Chibiusa jest zauroczona. W mandze, pod koniec serii jest sugerowane, że w przyszłości wyjdzie za niego za mąż.

### Mała Czarodziejka z Księżyca
Chibiusa dzięki broszce Prism Heart Compact potrafi zmienić się w Sailor Chibi Moon. Nosi strój w odcieniach różu. Ze względu na jej niewielki wzrost, niektóre szczegóły jej stroje są nieco skrócone. Jako córka Sailor Moon i Tuxedo Mask w walce wykazuje cechy obojga rodziców. Jej osobowość nie różni się od tej sprzed transformacji, chociaż posiada pewne specjalne umiejętności.
W mandze moce Sailor Chibi Moon są znaczące, jest w stanie zniszczyć i zabić wrogów. Atakuje w parze z Sailor Moon, często łącząc z nią swoje ataki, a także jeden z Tuxedo Mask. Chibiusa rozwija się i dojrzewa jako Sailor Senshi przez całą mangę z pomocą własnych opiekunów – Sailor Quartet, a pod koniec ratuje życie Sailor Moon.
Z czasem staje się znacznie silniejsza i potężna, Sailor Chibi Moon zyskuje dodatkowe moce. Pierwsza zmiana ma miejsce w 33 akcie mangi, kiedy dzięki Holy Calice może zmienić się w Super Sailor Chibi Moon. Później Pegaz ofiarowuje jej Chibi Moon Compact, dzięki któremu może również się zmienić. W anime to właśnie ta broszka umożliwia jej transformację w Super Sailor Chibi Moon po raz pierwszy. Ostatnią transformacją Chibiusy jest Eternal Sailor Chibi Moon, pojawia się ona tylko w mandze i jest najdoskonalszą postacią Senshi.

### Czarna Dama
Czarna Dama (jap. ブラック・レディ Burakku Redi; Black Lady) – jest jedną z form Chibiusy, która ujawnia się pod koniec serii R. Zagubiona w pałacu królewskim dziewczynka spotkała na swojej drodze Mędrca, który wykorzystując jej poczucie osamotnienia przeciągnął ją na stronę Bractwa Czarnego Księżyca i przebudził jako Czarną Damę. Chibiusa została wówczas skierowana do walki ze swoimi przyjaciółkami i przyszłymi rodzicami, uważając że jest niekochana przez nikogo. Usagi i Mamoru udaje się jednak przywołać w niej szczęśliwe wspomnienia i przeciągnąć z powrotem na swoją stronę. W mandze, to Sailor Pluto użyła zakazanego zaklęcia Time Stop (przez co zginęła) i to dzięki temu Chibiusa przebudziła się ponownie jako Sailor Chibi Moon.

### Księżniczka Usagi Small Lady Serenity
Księżniczka Usagi Small Lady Serenity (jap. プリンセス・うさぎ・スモールレディ・セレニティ Purinsesu Usagi Sumōru Redi Sereniti) – jej imię jest często skracane do Small Lady (jap. スモールレディ Sumōru Redi) przez rodziców i przyjaciół rodziny, jest to imię, pod którym Chibiusa jest znana w przyszłości. W mandze nazwa ta pojawia się częściej, a także zostaje wyjaśniona. Jest to imię nadane jej przez rodziców, więc często używa jego, aby się identyfikować w przyszłości. Jedyną inną postacią oprócz rodziny królewskiej i jej przyjaciół, która nazywa Chibiusę Small Lady jest jej kotka Diana. Jej postać przedstawiona jako księżniczka pojawia się również w IV artbooku i w Materials Collection, w którym została narysowana wśród innych Senshi w specyficznych sukniach. Została narysowana w różowej, unikalnej kreacji.

Symbol Księżycowego Królestwa.

W anime Chibiusa zmienia się w swoją postać księżniczki, kiedy potrzebuje więcej energii niż posiada jako zwykła dziewczynka, czy Sailor Chibi Moon, podobnie jak jej rodzice mogą stać się Księciem Endymionem i Księżniczką Serenity w razie potrzeby. W tej postaci nosi sukienkę i biżuterię bardzo podobną do sukienki Księżniczki Serenity, choć jest ona mniejsza. W 40 akcie mangi wspomniane jest, że kiedy będzie odpowiednio dorosła stanie się Księżniczką Lady Serenity. Forma ta jest pokazana w IV i V artbooku oraz w snach Eliosa.

## Transformacja

### Manga
- Moon Prism Power, Make Up! (jap. ムーン・プリズム・パワー・メイク・アップ Mūn Purizumu Pawā Meiku Appu; Księżycowy Pryzmacie, Przemień Mnie!)[22]
- Crisis Make Up! (jap. クライシス・メイク・アップ Kuraishisu Meiku Appu)[23]
- Moon Crisis, Make Up! (jap. ムーン・クライシス・メイク・アップ Mūn Kuraishisu Meiku Appu)[24]
- Pink Moon Crystal Power, Make Up! (jap. ピンク・ムーン・クリスタル・パワー・メイク・アップ Pinku Mūn Kurisutaru Pawā Meiku Appu)[25]

### Anime
- Moon Prism Power, Make Up! (jap. ムーン・プリズム・パワー・メイク・アップ Mūn Purizumu Pawā Meiku Appu; Potęgo Księżyca, działaj!)[13]
- Moon Crisis, Make Up! (jap. ムーン・クライシス・メイク・アップ Mūn Kuraishisu Meiku Appu; Potęgo Księżyca, pomóż w potrzebie!)[14]

## Ataki

### Manga
- Abracadabra Pon (jap. アブラカダブラ・ポン Aburakadabura Pon)[26]
- Moon Princess Halation! (jap. ムーン・プリンセス・ハレーション Mūn Purinsesu Harēshon) z Sailor Moon[18]
- Pink Sugar Heart Attack! (jap. ピンク・シュガー・ハート・アタック Pinku Shugā Hāto Atakku)
- Rainbow Double Moon Heart Ache! (jap. レインボー・ダブル・ムーン・ハート・エイク Reinbō Daburu Mūn Hāto Eiku) z Sailor Moon[23]
- Pink Sugar Tuxedo Attack! (jap. ピンク・シュガー・タキシード・アタック Pinku Shugā Takishīdo Atakku) z Tuxedo Mask
- Twinkle Yell! (jap. トゥインクル・エール Tuinkuru Ēru)
- Moon Gorgous Meditation! (jap. ムーン・ゴージャス・メディテーション  Mūn Gōjasu Meditēshon; Księżycowa Medytacja)
- Submarine Mirror! (jap. サブマリン・ミラー Sabumarin Mirā)[27]
- Starlight Honeymoon Double Therapy Kiss! (jap. スターライト・ハネムーン・ダブル・セラピー・キッス Sutāraito Hanemūn Daburu Serapī Kissu) z Sailor Moon
- Pink Ladies Freezing Kiss! (jap. ピンク・レディーズ・フリージング・キッス Pinku Redīzu Furījingu Kissu) z Sailor Quartet[28]

### Anime
- Luna P Henge (jap. ルナＰ変化 Runa P Henka)[29]
- Pink Sugar Heart Attack! (jap. ピンク・シュガー・ハート・アタック Pinku Shugā Hāto Atakku; Księżycowe perełki, różowe cukierki!)[6]
- Twinkle Yell! (jap. トゥインクル・エール Tuinkuru Ēru)[14]
- Moon Gorgous Meditation! (jap. ムーン・ゴージャス・メディテーション  Mūn Gōjasu Meditēshon; Księżycowa Medytacja!) razem Sailor Moon
- Double Sailor Moon Kick! (jap. ダブル・セーラームーン・キック Daburu Sērāmūn Kikku; Księżycowe hop-siup!) z Sailor Moon

## Przedmioty

### Transformacja
- Pink Sugar Compact (jap. ピンク・シュガー・コンパクト Pinku Shugā Konpakuto; Pink Sugar Compact lub Prism Heart Compact) – złoto-różowa broszka z kryształowym sercem w złotej obwódce, zdobionym coś w rodzaju korony z trzema kamieniami (zielonym, czerwonym i niebieskim). W broszce tej znajduje się Srebrny Kryształ z przyszłości. Przy jej pomocy Chibiusa zmienia się w Sailor Chibi Moon.
- Chibi Moon Compact (jap. ちびムーン・コンパクト Chibi Mūn Konpakuto) – kolejna broszka Chibiusy, którą dostała od Pegaza (jest to udoskonalona forma poprzedniej broszki). Broszka jest w kształcie różowego serca z główką w kształcie złotej gwiazdy zdobionej półksiężycem w środku, złotymi skrzydłami i koroną. Pozwala Chibiusie zmieniać się w Super Sailor Chibi Moon.
- Święty Graal (jap. 聖杯 Seihai; Holy Grail), tylko w mandze
- Pink Moon Crystal (jap. ピンク・ムーン・クリスタル Pinku Mūn Kurisutaru)

Kryształ Senshi. Chibiusa użyła go do transformacji w Eternal Sailor Chibi Moon.

### Ataki
- Luna Guma (jap. ルナＰ Runa P; Luna P) – latająca piłka, która przypomina głowę Luny. Na końcu ma też antenę. Przy pomocy tego przedmiotu Chibiusa może kontaktować się z Sailor Pluto oraz może zamieniać go w co zechce, np. w parasol[30]. Luna P jako black Luna P była wykorzystywana przez Black Lady do swych ataków.
- Pałeczka Różowego Księżyca (jap. ピンク・ムーン・スティック Pinku Mūn Sutikku; Pink Moon Stick) – pałeczka Chibiusy, używana w od odc. 103 serii SuperS. Pozwala wykonać ataki Pink Sugar Heart Attack oraz Rainbow Double Moon Heart Ache. Z wyglądu podobna jest do Spiral Heart Moon Rod. Zdobiona różdżka zakończona różową kokardą, złoto-różową główką w kształcie serca oraz małą gwiazdą. Trudno nazwać to bronią, bo nie czyni wrogowi szkody, co najwyżej rozprasza na jakiś czas. Emituje serca, które każdy powoduje kłujący ból[31].
- Kryształowa Pozytywka  (jap. クリスタル・カリヨン Kurisutaru Kariyon; Crystal Carillon) – dzwoneczek z główką w kształcie złotej gwiazdy zdobionej półksiężycem w środku, czerwonymi skrzydłami i koroną, który został ofiarowany Chibiusie w serii SuperS przez Pegaza, aby mogła go wezwać w potrzebie[14].
- Księżycowy Kalejdoskop (jap. カレイド・ムーン・スコープ Kareido Mūn Sukōpu; Caleid Moon Scope) – pałeczka, którą Sailor Chibi Moon dostała od Pegaza i używała w serii SuperS do wykonania ataku Moon Gorgeous Meditation. Chibiusa używa tego przedmiotu, by wykonać wraz z Sailor Moon atak Double Moon Gorgeous Meditation[14].
- Księżycowe Berło Wieczności (jap. エターナル・ティアル Etānaru Tiaru; Eternal Tiare lub Eternal Moon Rod) – przedmiot używany przez Eternal Sailor Moon i Eternal Sailor Chibi Moon do przeprowadzenia ataku Double Starlight Honeymoon Therapy Kiss.

### Inne
- Klucz do Drzwi Czasu (jap. 時空のカギ Jikū no Kagi; Key of Space-Time) – pozwala przemieszczać się w czasoprzestrzeni. Złoty klucz jest jakby zminiaturyzowaną kopią Time Staff/Garnet Rod Czarodziejki z Plutona. Ozdobiony jest złotą kokardą z czerwonym klejnotem w środku, główką w kształcie dwóch serc z dwoma czerwonymi kamieniami. Dodatkowo jest wyposażony w łańcuszek, który pozwala nosić kluczyk na szyi. Chibiusa otrzymała go od Sailor Pluto, aby przenieść się do przeszłości. Później za pomocą niego Chibiusa wróciła do domu[32].
- Stallion Rêve (jap. スタリオン・レーヴ Sutarion Rēvu)
- Złote Lustro Marzeń (jap. ゴールデン・ミラー Gōruden Mirā; Golden Dream Mirror)

## Aktorki
W pierwszym anime głosu Chibiusie użyczyła Kae Araki, a w serialu Sailor Moon Crystal – Misato Fukuen.
W musicalach Sailor Moon w jej rolę wcieliły się aktorki: Ai Miyakawa, Mao Kawasaki, Tamaki Dia Shirai, Natsumi Takenaka, Ayano Gunji, Arisu Izawa, Kasumi Takabatake, Noel Miyazaki, Aisha Yamamoto, Nanami Ōta, Mao Ōno, Mina Horita, Moe Ōsaki, Kokoro Kuge oraz Airi Kanda.

## Odbiór
W drugim oficjalnym sondażu popularności postaci z serii Sailor Moon, Chibiusa została najbardziej popularną postacią z pięćdziesięciu pozycji. Rok później Sailor Chibi Moon została drugą najpopularniejszą postacią anime spośród pięćdziesięciu jeden pozycji. Wynik ten powtórzyła jeszcze w 1996 roku.